# Championnat de France féminin de handball 2015-2016
Navigation
2014-2015 2016-2017
| \| Issy Metz Toulon Besançon Nîmes Fleury Nantes Dijon Nice UBBMB \| Localisation des clubs engagés dans le championnat. En rouge, le champion. |
| Issy Metz Toulon Besançon Nîmes Fleury Nantes Dijon Nice UBBMB                                                                                  |

La saison 2015-2016 de LFH est la soixante-quatrième édition du Championnat de France féminin de handball. Le premier niveau du handball féminin français oppose cette saison dix clubs en une série de dix-huit rencontres jouées d'août 2015 à mars 2016. À la fin de cette première phase les six premières équipes se disputent le titre et les qualifications européennes lors de playoffs alors que les quatre dernières luttent pour le maintien lors des playdowns.
La saison est marquée par les dépôts de bilan successifs de l'Union Bègles Bordeaux-Mios Biganos (en novembre) et du Handball Cercle Nîmes (au terme de la saison régulière).
Metz Handball remporte son vingtième titre de champion de France face au CJF Fleury Loiret Handball, tenant du titre.

## Présentation

### Clubs participants
Légende des couleurs
- Champion de France et qualifié pour la Ligue des champions
- Qualifié pour la Coupe des vainqueurs de coupe
- Qualifié pour la Coupe de l'EHF
- Promu de deuxième division

| Club                               | En LFH depuis | 2014-2015 | Entraîneur                        | Entraîneur | Salles                                                 | Capacité  |
| ---------------------------------- | ------------- | --------- | --------------------------------- | ---------- | ------------------------------------------------------ | --------- |
| CJF Fleury Loiret                  | 2003          | 1er       | Frédéric Bougeant                 |            | Gymnase Albert Auger Palais des sports d'Orléans       | 650 2650  |
| Issy Paris Hand                    | 2010          | 2e        | Pablo Morel                       |            | Salle Robert Charpentier Stade Pierre-de-Coubertin     | 1500 4016 |
| Metz Handball                      | 1987          | 3e        | Jérémy Roussel Emmanuel Mayonnade |            | Palais omnisports Les Arènes                           | 5000      |
| HBC Nîmes                          | 1997          | 4e        | Christophe Chagnard               |            | Le Parnasse                                            | 4191      |
| Nantes Loire Atlantique HB         | 2013          | 5e        | Jan Bašný                         |            | Palais des sports de Beaulieu                          | 5000      |
| OGC Nice Handball                  | 2012          | 6e        | Sébastien Gardillou               |            | Halle des sports Charles-Ehrmann                       | 1500      |
| Toulon Saint-Cyr Var HB            | 2008          | 7e        | Thierry Vincent                   |            | Gymnase de Vert Coteau Palais des sports Jauréguiberry | 600 4350  |
| Union Bègles Bordeaux-Mios Biganos | 2004          | 8e        | Emmanuel Mayonnade                |            | Salle Duhourquet Salle Jean-Dauguet                    | 800 2300  |
| Cercle Dijon Bourgogne             | 2014          | 9e        | Christophe Maréchal               |            | Palais des sports JM Geoffroy                          | 4000      |
| ES Besançon                        | 2015          | 1er (D2)  | Raphaëlle Tervel                  |            | Palais des sports de Besançon                          | 3380      |

### Forfaits de l'UBB-MB puis de Nîmes
La saison a commencé avec dix clubs, mais le 10 novembre 2015, la Commission d’Organisation des Compétitions (COC) de la Fédération française de handball a annoncé le forfait général de l'équipe de l'Union Bègles Bordeaux-Mios Biganos à la suite de son dépôt de bilan le 5 novembre,. Toutes les rencontres de Bègles Bordeaux-Mios Biganos sont annulées.
Malgré sa qualification en demi-finale du championnat de France à l'issue de la saison régulière, le HBC Nîmes, en proie à de graves difficultés financières, est contraint de déposer le bilan le 8 mars 2016,, avant que la liquidation ne soit définitivement prononcée en avril.

### Budgets et masses salariales
Le budget et la masse salariale de chacun des clubs est de :
| Clubs         | Budget 2015-16 (en millions d'€) | Masse salariale (en millions d'€) | Part de la masse salariale sur le budget |
| ------------- | -------------------------------- | --------------------------------- | ---------------------------------------- |
| Fleury        | 2,20                             | 1,43                              | 65,0 %                                   |
| Metz          | 2,20                             | 1,40                              | 63,6 %                                   |
| Issy Paris    | 1,50                             | 0,60                              | 40,0 %                                   |
| Toulon        | 1,42                             | 0,95                              | 66,9 %                                   |
| Nîmes         | 1,40                             | 1,00                              | 71,4 %                                   |
| Nantes        | 1,35                             | 1,00                              | 74,1 %                                   |
| Nice          | 1,35                             | 0,83                              | 61,5 %                                   |
| Besançon (P)  | 1,23                             | 0,68                              | 55,3 %                                   |
| Dijon         | 1,05                             | 0,75                              | 71,4 %                                   |
| Budget moyen  | 1,52                             | -                                 | -                                        |
| Budget médian | 1,40                             | -                                 | -                                        |

### Transferts
Le tableau ci-dessous regroupe les mouvements du mercato ayant eu lieu lors de la saison précédente. L'intégration des joueuses d'une équipe réserve vers son équipe première n'est pas mentionnée.

### Éléments de règlement
Au début de la saison, le championnat féminin de première division est ouvert

- aux clubs qualifiés de la saison précédente (qui ont terminé de la première à la neuvième place) :
- au champion de France de deuxième division (D2F)

Les clubs ne sont autorisés à y participer qu'après acceptation par la Commission Nationale de Contrôle de Gestion (CNCG), qui vérifie le respect du cahier des charges de la LFH. Si le promu de D2F ne rempli pas les conditions de la LFH, il peut y avoir repêchage du club classé dernier lors de la saison précédente, si la CNCG l'y autorise.
Le championnat se décompose en deux parties: une phase régulière (appelée aussi saison régulière) suivie d'une phase finale de playoffs et playdowns.
Particularités de cette saison
Depuis 2012, la LFH a mis en place un dispositif d'aide à la professionnalisation pour les clubs de deuxième division qui souhaitent accéder à l'élite à plus ou moins brève échéance. Les clubs intéressés s'engagent volontairement à respecter un cahier des charges avant une éventuelle intégration sportive en LFH. Ces clubs acquièrent alors le statut de voie d'accession au professionnalisme (VAP) après validation par la commission nationale de contrôle de gestion (CNCG) et cela pour une saison.
Pour 2015-2016, la CNCG a accordé ce statut VAP à trois clubs : Brest Bretagne Handball, HBC Celles-sur-Belle et Chambray Tourraine.
Cette saison présente la particularité d'être la dernière avec dix clubs participants, la saison suivante passant à 12 équipes. Les équipes de deuxième division qui accèderont sportivement à l'élite seront les deux meilleures ayant le statut VAP et cela quel que soit leur classement dans le championnat. La troisième équipe VAP disputera un match de barrage avec l'équipe de première division classée dernière à la fin des playoffs. Le vainqueur de ce match est alors sportivement qualifié en D1 et le vaincu intègre la D2.
 En raison du dépôt de bilan de Bègles Bordeaux-Mios Biganos début novembre 2015, il n'y aura pas de match de barrage. Les équipes VAP seront toutes autorisées à monter en première division.
Déroulement de la compétition
Lors de la phase régulière, chaque équipe dispute neuf matchs allers-retours. Au terme des dix-huit rencontres, on détermine un classement où le premier se voit assuré de participer à la Coupe de l'EHF. On procède ensuite à la phase suivante.
Lors de la phase finale comporte des playoffs et des playdowns :
- les deux premiers de la saison régulière sont directement qualifiés pour les demi-finales des playoffs, alors que les quatre équipes suivantes disputeront des « quarts de finale », la 3e face à la 6e et la 4e contre la 5e. Suivent les demi-finales et la finale.
- les équipes de la septième à la dernière place de la phase régulière constitue une nouvelle poule avec une répartition de points dépendant de leur place (le 7e commence avec 4 points, le 8e avec 3 points, le 9e avec 2 points et le dernier avec 0 point). Chaque équipe dispute trois matchs allers-retours. L'équipe classée dernière à l'issue des six matches jouera un match de barrage en aller et retour contre le 3e meilleur club VAP à l’issue du championnat D2F.

À l'issue de la phase finale, le classement définitif est établi. Le vainqueur est honoré du titre de Champion de France féminin de handball de première division et obtient une place d'office en Ligue des champions tandis que le perdant du match de barrage intègre la Division 2.
Modalités de classement,
Pendant la saison régulière, la répartition des points est la suivante :
- match gagné : 3 points
- match nul : 2 points
- match perdu : 1 point
- match perdu par forfait ou pénalité : 0 point (et score 0-20)

Si plusieurs clubs sont à égalité de points à la fin d'une journée, on les départage dans l'ordre:
1. par la différence de buts particulière, c'est-à-dire par le nombre de points lors des matchs qui ont opposé les équipes à égalité entre elles
2. par la différence entre les buts marqués et les buts encaissés lors des matchs qui ont opposé les équipes restant à égalité
3. par le plus grand nombre de buts marqués à l’extérieur dans les rencontres entre les équipes restant à égalité
4. par la plus grande différence de buts sur l’ensemble des rencontres
5. par le plus grand nombre de buts marqués sur l’ensemble des rencontres
6. en ultime recours, « le plus grand nombre de licenciés(es) compétitifs(ives) à la date de l’assemblée générale fédérale, masculins ou féminins dans la catégorie d’âge concernée. »[11]

Pendant la phase finale, lors des playoffs (rencontres en matches aller et retour), on départage les clubs comme suit:
1. par la différence entre les buts marqués et les buts encaissés lors des deux rencontres,
2. par le plus grand nombre de buts marqués chez l’adversaire,
3. s'il y a toujours égalité, le score est ramené à 0-0 et on effectue des jets de sept mètres.

Lors des playdowns (rencontre en matches aller et retour), on départage les clubs comme lors de la saison régulière.

## Déroulement de la saison

### Saison régulière

#### Classement
|    | Équipe                       | Pts | J  | G  | N | P  | Bp  | Bc  | Diff | Dép |
| -- | ---------------------------- | --- | -- | -- | - | -- | --- | --- | ---- | --- |
| 1  | Metz Handball                | 38  | 14 | 11 | 2 | 1  | 418 | 352 | 66   | -   |
| 2  | CJF Fleury Loiret (T, L)     | 34  | 14 | 10 | 0 | 4  | 380 | 325 | 55   | -   |
| 3  | Issy Paris Hand              | 29  | 14 | 6  | 3 | 5  | 336 | 356 | -20  | -   |
| 4  | OGC Nice Handball            | 28  | 14 | 6  | 2 | 6  | 338 | 334 | 4    | 0   |
| 5  | ES Besançon (P)              | 28  | 14 | 7  | 0 | 7  | 364 | 371 | -7   | 0   |
| 6  | Nantes Loire Atlantique HB   | 27  | 14 | 6  | 1 | 7  | 360 | 362 | -2   | -   |
| 7  | Toulon Saint-Cyr Var HB      | 22  | 14 | 3  | 2 | 9  | 338 | 369 | -31  | -   |
| 8  | Cercle Dijon Bourgogne       | 18  | 14 | 1  | 2 | 11 | 324 | 389 | -65  | -   |
| NC | Bègles Bordeaux-Mios Biganos | 0   | 0  | 0  | 0 | 0  | 0   | 0   |      | -   |
| NC | HBC Nîmes                    | 0   | 0  | 0  | 0 | 0  | 0   | 0   |      | -   |

|     | Qualification directe pour les demi-finales |
|     | Qualification en playoffs                   |
|     | Qualification en playdowns                  |
|     | Dépôt de bilan, (NC) Non classé             |
| (T) | Tenant du titre 2015                        |
| (P) | Promu de Division 2 en début de saison      |
| (F) | Vainqueur de la Coupe de France (Brest, D2) |
| (L) | Vainqueur de la Coupe de la Ligue           |

#### Classement avant le dépôt de bilan de Nîmes
|    | Équipe                       | Pts | J  | G  | N | P  | Bp  | Bc  | Diff | Dép |
| -- | ---------------------------- | --- | -- | -- | - | -- | --- | --- | ---- | --- |
| 1  | Metz Handball                | 44  | 16 | 13 | 2 | 1  | 482 | 397 | 85   | -   |
| 2  | CJF Fleury Loiret (T)        | 38  | 16 | 11 | 0 | 5  | 438 | 385 | 53   | -   |
| 3  | Issy Paris Hand              | 34  | 16 | 7  | 4 | 5  | 391 | 403 | -12  | +8  |
| 4  | HBC Nîmes                    | 34  | 16 | 8  | 2 | 6  | 417 | 418 | -1   | -8  |
| 5  | ES Besançon (P)              | 32  | 16 | 8  | 0 | 8  | 410 | 418 | -8   | -   |
| 6  | Nantes Loire Atlantique HB   | 31  | 16 | 7  | 1 | 8  | 413 | 416 | -3   | -   |
| 7  | OGC Nice Handball +3         | 30  | 16 | 6  | 2 | 8  | 379 | 387 | -8   | -   |
| 8  | Toulon Saint-Cyr VHB +1      | 25  | 16 | 3  | 3 | 10 | 390 | 425 | -35  | -   |
| 9  | Cercle Dijon Bourgogne +1    | 20  | 16 | 1  | 2 | 13 | 373 | 444 | -71  | -   |
| NC | Bègles Bordeaux-Mios Biganos | 0   | 0  | 0  | 0 | 0  | 0   | 0   |      | -   |

| +1 | Places gagnées à la suite du dépôt de bilan de Nîmes. |

#### Résultats
| Résultats (dom.\ext.)                                      | BES   | DIJ   | FLE   | ISS   | MET   | NAN   | NIC   | NÎM   | TOU   |
| ES Besançon                                                |       | 29-24 | 28-30 | 26-27 | 27-35 | 25-23 | 29-26 | 24-22 | 26-24 |
| Cercle Dijon Bourgogne                                     | 25-23 |       | 18-24 | 22-26 | 25-41 | 26-28 | 23-28 | 24-25 | 25-27 |
| CJF Fleury Loiret                                          | 22-25 | 32-20 |       | 28-15 | 27-22 | 24-29 | 24-20 | 31-30 | 33-25 |
| Issy Paris Hand                                            | 27-26 | 24-24 | 23-21 |       | 20-32 | 26-26 | 24-24 | 27-19 | 31-22 |
| Metz Handball                                              | 37-25 | 28-21 | 32-28 | 32-26 |       | 34-33 | 26-25 | 33-22 | 26-24 |
| Nantes Loire Atlantique HB                                 | 21-26 | 27-24 | 23-31 | 24-23 | 22-24 |       | 17-20 | 28-25 | 32-31 |
| OGC Nice Handball                                          | 25-22 | 30-25 | 21-28 | 26-19 | 23-23 | 30-27 |       | 19-28 | 22-26 |
| HBC Nîmes                                                  | 25-22 | 30-25 | 30-27 | 28-28 | 23-31 | 29-25 | 25-22 |       | 32-28 |
| Toulon Saint-Cyr Var HB                                    | 25-27 | 22-22 | 24-28 | 23-25 | 26-26 | 18-28 | 21-18 | 24-24 |       |
| - Victoire à domicile - Match nul - Victoire à l'extérieur |       |       |       |       |       |       |       |       |       |

#### Évolution du classement
| Clubs \ Journées | 1 | 2 | 3 | 4 | 5 | 6 | 7 | 8 | 9 | 10 | 11 | 12 | 13 | 14 | 15 | 16 | 17 | 18 | Journées en tête |
| ---------------- | - | - | - | - | - | - | - | - | - | -- | -- | -- | -- | -- | -- | -- | -- | -- | ---------------- |
| Besançon         | 5 | 6 | 6 | 8 | 7 | 6 | 6 | 6 | 6 | 5  | 6  | 6  | 5  | 5  | 6  | 6  | 5  | 5  |                  |
| Dijon            | 7 | 8 | 9 | 7 | 9 | 9 | 9 | 9 | 9 | 9  | 9  | 9  | 9  | 9  | 9  | 9  | 9  | 9  |                  |
| Fleury           | 2 | 1 | 1 | 2 | 2 | 1 | 1 | 1 | 1 | 1  | 1  | 1  | 2  | 3  | 3  | 2  | 2  | 2  | 9                |
| Issy Paris       | 1 | 4 | 3 | 3 | 4 | 4 | 4 | 4 | 3 | 3  | 3  | 3  | 3  | 2  | 2  | 3  | 3  | 3  | 1                |
| Metz             | 3 | 9 | 8 | 6 | 3 | 3 | 2 | 2 | 2 | 2  | 2  | 2  | 1  | 1  | 1  | 1  | 1  | 1  | 6                |
| Nantes           | 6 | 3 | 7 | 9 | 8 | 8 | 7 | 8 | 7 | 7  | 7  | 8  | 7  | 7  | 7  | 7  | 7  | 6  |                  |
| Nice             | 8 | 5 | 5 | 5 | 6 | 5 | 5 | 5 | 5 | 6  | 5  | 5  | 6  | 6  | 5  | 5  | 6  | 7  |                  |
| Nîmes            | 4 | 2 | 2 | 1 | 1 | 2 | 3 | 3 | 4 | 4  | 4  | 4  | 4  | 4  | 4  | 4  | 4  | 4  | 2                |
| Toulon Saint-Cyr | 9 | 7 | 4 | 4 | 5 | 7 | 8 | 7 | 8 | 8  | 8  | 7  | 8  | 8  | 8  | 8  | 8  | 8  |                  |

### Phase finale
La phase finale est perturbée par le dépôt de bilan du HBC Nîmes, 4e de la saison régulière qui provoque son forfait général et l'annulation de tous ses matches joués dans la saison. Cela chamboule le classement et la distribution des places qualificatives pour les playoffs et les playdowns. 
L'annulation des matches du HBC Nîmes propulse l'OGC Nice à la 4e place de la saison régulière, alors que le club était initialement 7e et contraint de jouer les playdowns. De ce fait, l'OGC Nice se retrouve qualifié pour les playoffs et affrontera le 5e de la saison régulière, l'ES Besançon. 
La réduction du nombre d'équipe à 8 engendrée par le forfait de l'UBB-MB puis de Nîmes, fait que les playdowns ne se joueront qu'à deux équipes au lieu de quatre initialement. Ce sont les deux derniers de la saison régulière qui s'affronteront dans une série de quatre matches : Toulon Saint-Cyr et le Cercle Dijon Bourgogne. 

#### Playoffs
Les playsoffs débutent par les quarts de finale, qui opposent le 3e de saison régulière (Issy Paris) au 6e (Nantes LAH) et le 4e (l'OGC Nice) au 5e (l'ES Besançon). 
Les deux premiers de saison régulière (Metz Handball) et (Fleury Loiret) sont directement qualifiés pour les demi-finales.
|  | Quarts de finale | Quarts de finale           | Quarts de finale                                | Quarts de finale  |                                                 |                   | Demi-finales                                    | Demi-finales                                    | Demi-finales                                    | Demi-finales                                    |  |  | Finale                                      | Finale                                      | Finale                                      | Finale                                      |
|  |                  |                            |                                                 |                   |                                                 |                   |                                                 |                                                 |                                                 |                                                 |  |  |                                             |                                             |                                             |                                             |
|  |                  |                            |                                                 |                   |                                                 |                   | le 22 avril à 20h00 et le 30 avril 2016 à 18h00 | le 22 avril à 20h00 et le 30 avril 2016 à 18h00 | le 22 avril à 20h00 et le 30 avril 2016 à 18h00 | le 22 avril à 20h00 et le 30 avril 2016 à 18h00 |  |  | le 14 mai à 17h30 et le 28 mai 2016 à 20h00 | le 14 mai à 17h30 et le 28 mai 2016 à 20h00 | le 14 mai à 17h30 et le 28 mai 2016 à 20h00 | le 14 mai à 17h30 et le 28 mai 2016 à 20h00 |
|  |                  |                            |                                                 |                   |                                                 |                   | le 22 avril à 20h00 et le 30 avril 2016 à 18h00 | le 22 avril à 20h00 et le 30 avril 2016 à 18h00 | le 22 avril à 20h00 et le 30 avril 2016 à 18h00 | le 22 avril à 20h00 et le 30 avril 2016 à 18h00 |  |  | le 14 mai à 17h30 et le 28 mai 2016 à 20h00 | le 14 mai à 17h30 et le 28 mai 2016 à 20h00 | le 14 mai à 17h30 et le 28 mai 2016 à 20h00 | le 14 mai à 17h30 et le 28 mai 2016 à 20h00 |
|  |                  |                            |                                                 |                   |                                                 |                   | le 22 avril à 20h00 et le 30 avril 2016 à 18h00 | le 22 avril à 20h00 et le 30 avril 2016 à 18h00 | le 22 avril à 20h00 et le 30 avril 2016 à 18h00 | le 22 avril à 20h00 et le 30 avril 2016 à 18h00 |  |  | le 14 mai à 17h30 et le 28 mai 2016 à 20h00 | le 14 mai à 17h30 et le 28 mai 2016 à 20h00 | le 14 mai à 17h30 et le 28 mai 2016 à 20h00 | le 14 mai à 17h30 et le 28 mai 2016 à 20h00 |
|  |                  |                            |                                                 |                   |                                                 |                   | le 22 avril à 20h00 et le 30 avril 2016 à 18h00 | le 22 avril à 20h00 et le 30 avril 2016 à 18h00 | le 22 avril à 20h00 et le 30 avril 2016 à 18h00 | le 22 avril à 20h00 et le 30 avril 2016 à 18h00 |  |  | le 14 mai à 17h30 et le 28 mai 2016 à 20h00 | le 14 mai à 17h30 et le 28 mai 2016 à 20h00 | le 14 mai à 17h30 et le 28 mai 2016 à 20h00 | le 14 mai à 17h30 et le 28 mai 2016 à 20h00 |
|  |                  |                            |                                                 |                   |                                                 |                   | le 22 avril à 20h00 et le 30 avril 2016 à 18h00 | le 22 avril à 20h00 et le 30 avril 2016 à 18h00 | le 22 avril à 20h00 et le 30 avril 2016 à 18h00 | le 22 avril à 20h00 et le 30 avril 2016 à 18h00 |  |  | le 14 mai à 17h30 et le 28 mai 2016 à 20h00 | le 14 mai à 17h30 et le 28 mai 2016 à 20h00 | le 14 mai à 17h30 et le 28 mai 2016 à 20h00 | le 14 mai à 17h30 et le 28 mai 2016 à 20h00 |
|  | 3e               | Issy Paris Hand            | 24                                              | 21                |                                                 |                   |                                                 |                                                 |                                                 |                                                 |  |  | le 14 mai à 17h30 et le 28 mai 2016 à 20h00 | le 14 mai à 17h30 et le 28 mai 2016 à 20h00 | le 14 mai à 17h30 et le 28 mai 2016 à 20h00 | le 14 mai à 17h30 et le 28 mai 2016 à 20h00 |
|  | 3e               | Issy Paris Hand            | 24                                              | 21                | le 13 avril à 20h30 et le 17 avril 2016 à 17h00 |                   |                                                 |                                                 |                                                 |                                                 |  |  | le 14 mai à 17h30 et le 28 mai 2016 à 20h00 | le 14 mai à 17h30 et le 28 mai 2016 à 20h00 | le 14 mai à 17h30 et le 28 mai 2016 à 20h00 | le 14 mai à 17h30 et le 28 mai 2016 à 20h00 |
|  |                  |                            | 2e                                              | CJF Fleury Loiret | 27                                              | 21                |                                                 |                                                 |                                                 |                                                 |  |  | le 14 mai à 17h30 et le 28 mai 2016 à 20h00 | le 14 mai à 17h30 et le 28 mai 2016 à 20h00 | le 14 mai à 17h30 et le 28 mai 2016 à 20h00 | le 14 mai à 17h30 et le 28 mai 2016 à 20h00 |
|  | 6e               | Nantes Loire Atlantique HB | 2e                                              | CJF Fleury Loiret | 27                                              | 21                | 23                                              | 25                                              |                                                 |                                                 |  |  | le 14 mai à 17h30 et le 28 mai 2016 à 20h00 | le 14 mai à 17h30 et le 28 mai 2016 à 20h00 | le 14 mai à 17h30 et le 28 mai 2016 à 20h00 | le 14 mai à 17h30 et le 28 mai 2016 à 20h00 |
|  | 6e               | Nantes Loire Atlantique HB | le 23 avril à 18h30 et le 30 avril 2016 à 20h00 |                   |                                                 |                   | 23                                              | 25                                              |                                                 |                                                 |  |  | le 14 mai à 17h30 et le 28 mai 2016 à 20h00 | le 14 mai à 17h30 et le 28 mai 2016 à 20h00 | le 14 mai à 17h30 et le 28 mai 2016 à 20h00 | le 14 mai à 17h30 et le 28 mai 2016 à 20h00 |
|  | 3e               | Issy Paris Hand            | 21                                              | 27                |                                                 |                   |                                                 |                                                 |                                                 |                                                 |  |  | le 14 mai à 17h30 et le 28 mai 2016 à 20h00 | le 14 mai à 17h30 et le 28 mai 2016 à 20h00 | le 14 mai à 17h30 et le 28 mai 2016 à 20h00 | le 14 mai à 17h30 et le 28 mai 2016 à 20h00 |
|  | 3e               | Issy Paris Hand            | 21                                              | 27                | 2e                                              | CJF Fleury Loiret | 23                                              | 27                                              |                                                 |                                                 |  |  |                                             |                                             |                                             |                                             |
|  |                  |                            |                                                 |                   | 2e                                              | CJF Fleury Loiret | 23                                              | 27                                              |                                                 |                                                 |  |  |                                             |                                             |                                             |                                             |
|  |                  |                            | 1er                                             | Metz Handball     | 24                                              | 29                |                                                 |                                                 |                                                 |                                                 |  |  |                                             |                                             |                                             |                                             |
|  |                  |                            |                                                 |                   | 24                                              | 29                |                                                 |                                                 |                                                 |                                                 |  |  |                                             |                                             |                                             |                                             |
|  |                  |                            |                                                 |                   |                                                 |                   |                                                 |                                                 |                                                 |                                                 |  |  |                                             |                                             |                                             |                                             |
|  |                  |                            |                                                 |                   |                                                 |                   |                                                 |                                                 |                                                 |                                                 |  |  |                                             |                                             |                                             |                                             |
|  | 4e               | OGC Nice                   | 21                                              | 20                |                                                 |                   |                                                 |                                                 |                                                 |                                                 |  |  |                                             |                                             |                                             |                                             |
|  | 4e               | OGC Nice                   | 21                                              | 20                | le 05 avril à 20h30 et le 08 avril 2016 à 20h30 |                   |                                                 |                                                 |                                                 |                                                 |  |  |                                             |                                             |                                             |                                             |
|  |                  |                            | 1er                                             | Metz Handball     | 21                                              | 28                |                                                 |                                                 |                                                 |                                                 |  |  |                                             |                                             |                                             |                                             |
|  | 5e               | ES Besançon                | 1er                                             | Metz Handball     | 21                                              | 28                | 19                                              | 24                                              |                                                 |                                                 |  |  |                                             |                                             |                                             |                                             |
|  | 5e               | ES Besançon                |                                                 |                   |                                                 |                   |                                                 | 24                                              |                                                 |                                                 |  |  |                                             |                                             |                                             |                                             |
|  | 4e               | OGC Nice                   | 25                                              | 27                |                                                 |                   |                                                 |                                                 |                                                 |                                                 |  |  |                                             |                                             |                                             |                                             |
|  | 4e               | OGC Nice                   | 25                                              | 27                |                                                 |                   |                                                 |                                                 |                                                 |                                                 |  |  |                                             |                                             |                                             |                                             |
|  |                  |                            |                                                 |                   |                                                 |                   |                                                 |                                                 |                                                 |                                                 |  |  |                                             |                                             |                                             |                                             |

#### Playdowns
À la suite des forfaits généraux de l'UBBMB et du HBC Nîmes, le nombre d'équipes est réduit de 10 à 8. Cette réduction modifie la configuration des playdowns, qui ne se jouent qu'à 2 équipes, contre 4 initialement prévues, et sont sans réel enjeu puisqu'aucun des deux clubs ne peut être relégué.
Ainsi, Toulon Saint-Cyr et Cercle Dijon Bourgogne, septième et huitième de la saison régulière, s'affrontent en deux matches aller-retour. Toulon, à la faveur de sa 7e place, bénéficie d'un point de bonus au classement.
|   | Équipe                           | Pts | J | G | N | P | Bp | Bc | Diff |
| - | -------------------------------- | --- | - | - | - | - | -- | -- | ---- |
| 7 | Toulon Saint-Cyr Var Handball +1 | 4   | 2 | 1 | 1 | 0 | 52 | 50 | 2    |
| 8 | Cercle Dijon Bourgogne           | 1   | 2 | 0 | 1 | 1 | 50 | 52 | -2   |

| Date Aller    | Club                   | Aller   | Total   | Retour  | Club                          | Date Retour    |
| ------------- | ---------------------- | ------- | ------- | ------- | ----------------------------- | -------------- |
| 29 avril 2016 | Cercle Dijon Bourgogne | 27 - 27 | 50 - 52 | 23 - 25 | Toulon Saint-Cyr Var Handball | 1er avril 2016 |

## Statistiques et récompenses

### Classement des buteuses
| Rang | Joueuse                   | Club                    | Buts | Tirs | %  | MJ | Moy. |
| ---- | ------------------------- | ----------------------- | ---- | ---- | -- | -- | ---- |
| 1    | Ana Gros                  | Metz Handball           | 115  | 194  | 59 | 20 | 5,8  |
| 2    | Alexandrina Barbosa       | Fleury Loiret           | 113  | 169  | 67 | 18 | 6,3  |
| 3    | Jovana Stoiljković        | Nantes LAH              | 109  | 207  | 53 | 19 | 5,7  |
| 4    | Alexandra Lacrabère       | OGC Nice Handball       | 103  | 177  | 58 | 16 | 6,4  |
| 5    | Stine Bredal Oftedal      | Issy Paris Hand         | 96   | 186  | 52 | 20 | 4,8  |
| 7    | Karolina Zalewski-Gardoni | Issy Paris Hand         | 95   | 144  | 66 | 21 | 4,5  |
| 8    | Karen Knútsdóttir         | OGC Nice                | 90   | 164  | 55 | 22 | 4,1  |
| 9    | Xenia Smits               | Metz Handball           | 84   | 150  | 56 | 20 | 4,2  |
| 9    | Sanne van Olphen          | Toulon Saint-Cyr Var HB | 84   | 173  | 49 | 18 | 4,7  |
| 10   | Jessica Alonso            | ES Besançon             | 78   | 128  | 61 | 19 | 4,1  |

Ce classement officiel ne tient pas compte des matchs de Coupe de la Ligue ni de Coupe de France.

### Joueuse du mois
| Joueuse du mois |                      |                       |
| Mois            | Joueuse              | Club                  |
| Septembre       | Laura Glauser        | Metz Handball         |
| Octobre         | Chloé Bulleux        | Union Bègles-Bordeaux |
| Novembre        | Mouna Chebbah        | HBC Nîmes             |
| Janvier         | Alizée Frécon        | ES Besançon           |
| Février         | Ana Gros             | Metz Handball         |
| Mars            | Cléopâtre Darleux    | OGC Nice              |
| Avril           | Stine Bredal Oftedal | Issy Paris            |

### Distinctions individuelles
À l'issue du championnat de France féminin, les récompenses suivantes seront décernées 6 septembre 2016 lors de l'élection du All-Star LFH, organisé communément par la Ligue féminine de handball et le site Handnews.fr. Un jury d'experts, composé d'Olivier Krumbholz (sélectionneur France A féminines), Éric Baradat (entraîneur adjoint de l’équipe de France Féminine A), Christophe Maréchal (représentant des entraineurs professionnels de LFH), Amélie Goudjo (beIN SPORTS), les médias handball (Handaction, Handnews, Handzone), ainsi qu'un représentant de la Presse quotidienne régionale par club, a sélectionné 3 joueuses par catégories. Les lauréats sont, :
| Distinctions individuelles                                 |                                          |                |                                             |
| Meilleure joueuse : Stine Bredal Oftedal (Issy Paris Hand) |                                          |                |                                             |
| Gardienne de but                                           | Laura Glauser (Metz Handball)            | Défenseuse     | Coralie Lassource (Issy Paris Hand)         |
| Gardienne de but                                           | Cléopâtre Darleux (OGC Nice)             | Défenseuse     | Camille Ayglon (HBC Nîmes)                  |
| Gardienne de but                                           | Darly Zoqbi de Paula (CJF Fleury Loiret) | Défenseuse     | Béatrice Edwige (OGC Nice)                  |
| Ailière gauche                                             | Manon Houette (CJF Fleury Loiret)        | Ailière droite | Amanda Kolczynski (ES Besançon)             |
| Ailière gauche                                             | Marine Dupuis (ES Besançon)              | Ailière droite | Chloé Bulleux (HBC Nîmes)                   |
| Ailière gauche                                             | Coralie Lassource (Issy Paris Hand)      | Ailière droite | Karolina Zalewski-Gardoni (Issy Paris Hand) |
| Arrière gauche                                             | Alexandrina Barbosa (CJF Fleury Loiret)  | Arrière droite | Ana Gros (Metz Handball)                    |
| Arrière gauche                                             | Xenia Smits (Metz Handball)              | Arrière droite | Alexandra Lacrabère (OGC Nice)              |
| Arrière gauche                                             | Jovana Stoiljković (Nantes LAH)          | Arrière droite | Sanne van Olphen (Toulon St-Cyr VHB)        |
| Demi-centre                                                | Stine Oftedal (Issy Paris Hand)          | Pivot          | Slađana Pop-Lazić (Metz Handball)           |
| Demi-centre                                                | Mouna Chebbah (HBC Nîmes)                | Pivot          | Béatrice Edwige (OGC Nice)                  |
| Demi-centre                                                | Gnonsiane Niombla (CJF Fleury Loiret)    | Pivot          | Astride N'Gouan (Toulon St-Cyr VHB)         |
| Espoir                                                     | Xenia Smits (Metz Handball)              | Entraîneur     | Emmanuel Mayonnade (Metz Handball)          |
| Espoir                                                     | Alizée Frécon (ES Besançon)              | Entraîneur     | Frédéric Bougeant (CJF Fleury Loiret)       |
| Espoir                                                     | Catherine Gabriel (ES Besançon)          | Entraîneur     | Raphaëlle Tervel (ES Besançon)              |

En  Division 2, Marta Mangué (Brest Bretagne Handball) est élue meilleure joueuse. Vanessa Boutrouille (Chambray Touraine Handball) et Déborah Kpodar (Stella Saint-Maur) étaient les deux autres joueuses nommées.

## Bilan de la saison
Du fait de la fusion de la Coupe des Coupes (C2) avec la Coupe de l'EHF (C3) et du 6e rang de la France du classement européen féminin 2016-17, les clubs de LFH disposent d’une place en ligue des champions et de trois places en Coupe de l'EHF. Finalement, une place européenne supplémentaire est accordée à Nantes.
| Tableau d'honneur de la saison 2015-2016 | |
| Compétition                              | Vainqueur                                                                                              |
| Championnat de France                    | Metz Handball                                                                                          |
| Coupe de France                          | Brest Bretagne Handball (D2)                                                                           |
| Coupe de la Ligue                        | CJF Fleury Loiret Handball                                                                             |
| Qualifications européennes 2016-2017     | |
| Compétition                              | Qualifiés                                                                                              |
| Ligue des champions                      | Metz Handball                                                                                          |
| Coupe de l'EHF                           | CJF Fleury Loiret Handball Issy Paris Hand Brest Bretagne Handball Nantes Loire Atlantique HB (invité) |
| Promotions et relégations                | |
| Clubs disparus en cours de saison        | Union Bègles Bordeaux-Mios Biganos (11/2015) HBC Nimes (03/2016)                                       |
| Relégué en Championnat de France de D2   | - |
| Promus du Championnat de France de D2    | Brest Bretagne Handball Chambray Touraine Handball et HBC Celles-sur-Belle                             |